# David Warner
David Hattersley Warner (n. 29 iulie 1941, Manchester, Anglia, Regatul Unit – d. 24 iulie 2022, Greater London, Anglia, Regatul Unit) a fost un actor englez care a lucrat în film, televiziune și teatru.

## Biografie
A urmat cursurile Academiei Regale de Artă Dramatică și, după ce și-a făcut debutul pe scenă în 1962, s-a alăturat Companiei Royal Shakespeare (RSC), alături de care l-a jucat pe Henric al VI-lea în ciclul The Wars of the Roses la Teatrul Aldwych din West End în 1964. RSC apoi l-a ales ca prințul Hamlet în producția lui Peter Hall din 1965, Hamlet.
A obținut proeminență pe ecran în 1966 prin interpretarea sa principală din filmul lui Karel Reisz Morgan: A Suitable Case for Treatment, pentru care a fost nominalizat la Premiul BAFTA pentru cel mai bun actor într-un rol principal. 
Warner a interpretat o varietate de personaje romantice, personaje răutăcioase și roluri mai simpatice într-o gamă largă de medii, inclusiv Balada pentru Cable Hogue (1970), Straw Dogs, Cross of Iron, The Omen, Holocaust, The Thirty Nine Steps, Time After Time (ca Jack the Ripper), Time Bandits, Tron, A Christmas Carol (ca Bob Cratchit alături de Ebenezer Scrooge al lui George C. Scott), Portrait in Evil (ca Reinhard Heydrich), Titanic, Mary Poppins Returns și diverse personaje din franciza Star Trek, în filmul filme Star Trek V: The Final Frontier, Star Trek VI: Țara nedescoperită și Star Trek: The Next Generation episodul „Chain of Command” în două părți. În 1981, a câștigat un premiu Emmy pentru cel mai bun actor în rol secundar într-o miniserie sau specială pentru interpretarea lui Pomponius Falco în miniseria de televiziune Masada. 

## Filmografie selectivă
- 1963 Tom Jones, regia Tony Richardson
- 1968 Omul din Kiev (The Fixer), regia John Frankenheimer
- 1968 Visul unei nopți de vară, (A Midsummer Night's Dream) regia Peter Hall
- 1970 Balada pentru Cable Hogue (The Ballad of Cable Hogue), regia Sam Peckinpah
- 1971 Amenințarea (Straw Dogs), regia Sam Peckinpah
- 1973 De pe lumea ailaltă (From Beyond the Grave), regia Kevin Connor
- 1976 Prevestirea (The Omen), regia Richard Donner
- 1977 Providența (Providence), regia Alain Resnais
- 1977 Crucea de fier (Cross of Iron), regia Sam Peckinpah
- 1978 39 de trepte (The Thirty Nine Steps), regia Don Sharp
- 1979 Aripa de noapte (Nightwing), regia Arthur Hiller
- 1979 Aeroport '79: Concorde (The Concorde... Airport '79), regia David Lowell Rich
- 1979 Mașina timpului (Time After Time), regia Nicholas Meyer

- 1981 Bandiții timpului (Time Bandits), regia Terry Gilliam
- 1981 Iubita locotenentului francez (The French Lieutenant's Woman), regia Karel Reisz
- 1982 Tron, regia Steven Lisberger
- 1983 Omul cu doi creieri (The Man with Two Brains), regia Carl Reiner
- 1989 Star Trek V: Ultima frontieră (Star Trek V: The Final Frontier), regia William Shatner

- 1991 Țestoasele Ninja 2 (Teenage Mutant Ninja Turtles II: The Secret of the Ooze), regia Michael Pressman
- 1991 Star Trek VI: Tărâmul nedescoperit (Star Trek VI: The Undiscovered Country), regia Nicholas Meyer
- 1993 Piccolo grande amore, regia Carlo Vanzina
- 1994 Creatorii de coșmaruri (In The Mouth of Madness), regia John Carpenter
- 1997 Titanic, regia James Cameron
- 1997 Scream 2, regia Wes Craven
- 1997 Banii vorbesc (Money Talks), regia Brett Ratner

- 2001 Planeta maimuțelor (Planet of the Apes), regia Tim Burton
- 2018 Mary Poppins revine (Mary Poppins Returns), regia Rob Marshall